# Raymond v. Raymond
Raymond v. Raymond è il sesto album del cantante statunitense R&B Usher, pubblicato il 30 marzo 2010 dalla LaFace Records. La produzione dell'album è stata gestita da diversi produttori, fra cui Jermaine Dupri, The Runners, Ester Dean, Polow da Don, RedOne, Jim Jonsin, Ester Dean, Danja, Jimmy Jam & Terry Lewis, Bangladesh e Tricky Stewart.
L'album ha debuttato alla prima posizione della classifica Billboard 200, ed ha venduto 329 000 copie nella prima settimana di pubblicazione. Per Usher si tratta del terzo album consecutivo a raggiungere la prima posizione della classifica degli album statunitensi, e da esso sono stati estratti tre singoli: Hey Daddy (Daddy's Home), Lil Freak ed OMG.

## Tracce
1. Monstar - 5:01
2. Hey Daddy (Daddy's Home) - 3:44
3. There Goes My Baby - 4:41
4. Lil Freak (featuring Nicki Minaj) - 3:54
5. She Don't Know (featuring Ludacris) - 4:03
6. OMG (featuring will.i.am) - 4:29
7. Mars vs. Venus - 4:22
8. Pro Lover - 5:03
9. Foolin' Around - 4:11
10. Papers - 4:21
11. So Many Girls (cori di Diddy) - 4:36
12. Guilty (featuring T.I.) - 3:44
13. Okay - 3:15
14. Making Love (Into the Night) - 3:36

Traccia bonus nell'edizione giapponese e di iTunes
1. More – 3:49

Traccia bonus nell'edizione Target, Best Buy e britannica
1. Hey Daddy (Daddy's Home) (Remix) (featuring Plies)) – 4:16

## Classifiche
| Classifica (2010)               | Posizione massima |
| ------------------------------- | ----------------- |
| Australia                       | 7                 |
| Austria                         | 68                |
| Belgio (Fiandre)                | 44                |
| Belgio (Vallonia)               | 68                |
| Canada                          | 4                 |
| Europa                          | 69                |
| Francia                         | 51                |
| Germania                        | 47                |
| Italia                          | 20                |
| Nuova Zelanda                   | 8                 |
| Paesi Bassi                     | 34                |
| Svizzera                        | 20                |
| Stati Uniti                     | 1                 |
| US Billboard R&B/Hip-Hop Albums | 1                 |